# Баланин, Дмитрий Васильевич
Дми́трий Васи́льевич Баланин (26 ноября 1857 — 1928, Петроград) — русский военачальник, герой Первой мировой войны, генерал от инфантерии.

## Биография
Православный. Из дворян Херсонской губернии.
Окончил Владимирскую Киевскую военную гимназию (1874) и 2-е военное Константиновское училище (1876), выпущен подпоручиком армейской пехоты с прикомандированием к лейб-гвардии Семёновскому полку. В следующем году был переведен прапорщиком гвардии в Семеновский полк.
Чины: подпоручик (1877), поручик (1882), штабс-капитан ГШ (1882), капитан (1884), подполковник (1888), полковник (за отличие, 1892), генерал-майор (за отличие, 02.02.1902), генерал-лейтенант (за отличие, 17.06.1908), генерал от инфантерии (06.12.1914).
Участвовал в русско-турецкой войне 1877—1878 годов, за отличие в которой имел два боевых ордена. В 1882 году окончил Николаевскую академию Генерального штаба по 1-му разряду.
Был помощником старшего адъютанта штаба Киевского военного округа с 1882 по 1888 года, штаб-офицером при управлении начальника 9-й местной бригады с 1888 по 1889 года, старшим адъютантом штаба Киевского ВО с 1889 по 1890 года, помощником делопроизводителя канцелярии Военного министерства с 1890 по1897 года. С 1897 по 1902 года служил делопроизводителем канцелярии Военного министерства, заведующим мобилизационной частью Главного интендантского управления до декабря 1902 года, когда был назначен начальником штаба 21-го армейского корпуса. Окружной генерал-квартирмейстер штаба Киевского ВО (09.03.1904 — 17.06.1908). В этой же должности командовал бригадой 42-й пехотной дивизии в 1907 году.
Начальник 16-й пехотной дивизии (17.06.1908 — 26.09.1914). Командир 27-го армейского корпуса (26.09.1914 — 20.12.1916), который сыграл важную роль в обороне Варшавы в ходе Варшавско-Ивангородской операции 1914 г. Участвовал в ликвидации Свенцянского прорыва в сентябре 1915 г. Силами 27-го армейского корпуса освободил стратегически важный город Вилейку.
Командующий 11-й армией (20.12.1916 — 15.04.1917). В резерве чинов при штабе Киевского ВО (15.04 — 04.05.1917).
4 мая 1917 года уволен в отставку с мундиром и пенсией.
В 1918 году добровольно вступил в РККА. В 1919 году был арестован по неизвестным причинам. В 1920 году служил в штабе Петроградского военного округа, в том же году (включен в список Генштаба РККА от 7 августа), но уже в октябре 1921 года уволен по болезни.
Дальнейшая судьба неясна. По одним сведениям попал под арест и умер в тюрьме до октября 1928 года, а по другим — по состоянию на 1930 год жил в Ленинграде.

## Награды
- Орден Святой Анны 4-й ст. (1878);
- Орден Святого Станислава 3-й ст. с мечами и бантом (1878);
- Орден Святой Анны 3-й ст. (1884);
- Орден Святого Станислава 2-й ст. (1887);
- Орден Святой Анны 2-й ст. (1890);
- Орден Святого Владимира 4-й ст. (1896);
- Орден Святого Владимира 3-й ст. (1899);
- Орден Святого Станислава 1-й ст. (1904);
- Орден Святой Анны 1-й ст. (1911) с мечами (ВП 26.02.1915);
- Орден Святого Владимира 2-й ст. с мечами (ВП 19.02.1915);
- Георгиевское оружие (ВП 09.03.1915) — «за то, что в боях с 13 по 21 авг. 1914 г., командуя пехотной дивизией, отбил все повторные атаки превосходного в силах противника и, не уступив позиции, сам перешел в контр-атаку».
- Орден Белого Орла с мечами (ВП 09.04.1915);
- Орден Святого Александра Невского с мечами (ВП 15.03.1916).